# Campionati europei di salto ostacoli 2013
I Campionati europei di salto ostacoli 2013 si sono svolti a Herning, in Danimarca, dal 20 al 25 agosto 2013. 

## Podi
| Evento           | Oro             | Argento   | Bronzo      |
| Gara individuale | Roger-Yves Bost | Ben Maher | Scott Brash |
| Gara a squadre   | Regno Unito     | Germania  | Svezia      |

## Medagliere
| Posiz. | Nazione     | Oro | Argento | Bronzo | Totale |
| ------ | ----------- | --- | ------- | ------ | ------ |
| 1      | Regno Unito | 1   | 1       | 1      | 3      |
| 2      | Francia     | 1   | 0       | 0      | 1      |
| 3      | Germania    | 0   | 1       | 0      | 1      |
| 3      | Svezia      | 0   | 0       | 1      | 1      |
| Totale | Totale      | 2   | 2       | 2      | 6      |